# Ferula huber-morathii
Ferula huber-morathii är en flockblommig växtart som beskrevs av Pes$emen. Ferula huber-morathii ingår i släktet stinkflokesläktet, och familjen flockblommiga växter. Inga underarter finns listade i Catalogue of Life.